# 韦克桑地区埃鲁维尔
韦克桑地区埃鲁维尔（法語：Hérouville-en-Vexin，法語發音：[eʁuvil ɑ̃ vɛksɛ̃]，2017年之前名为埃鲁维尔 (Hérouville)）是法国法蘭西島大區瓦兹河谷省的一个市镇，属于蓬图瓦兹区。

## 地理
韦克桑地区埃鲁维尔（49°6'4"N, 2°7'58"E）面积8.42 平方千米，位于法国法蘭西島大區瓦兹河谷省，该省份为法国北部内陆省份，北起瓦兹省，西接厄尔省，南至塞纳-圣但尼省、上塞纳省和伊夫林省，东临塞纳-马恩省。
与韦克桑地区埃鲁维尔接壤的市镇（或旧市镇、城区）包括：拉布维尔、瓦兹河畔欧韦尔、埃讷里、利维利耶、内勒拉瓦莱、瓦朗古雅尔。

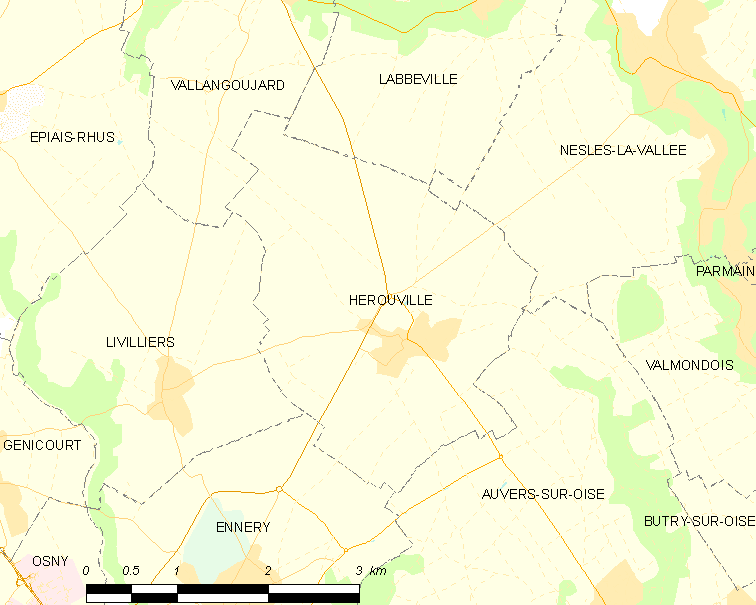
韦克桑地区埃鲁维尔的OSM定位图

韦克桑地区埃鲁维尔的时区为UTC+01:00、UTC+02:00（夏令时）。

## 行政
韦克桑地区埃鲁维尔的邮政编码为95300，INSEE市镇编码为95308。

## 政治
韦克桑地区埃鲁维尔所属的省级选区为圣旺洛莫讷县。

## 人口

1962-2008年间韦克桑地区埃鲁维尔人口变化图示

韦克桑地区埃鲁维尔于2022年1月1日时的人口数量为569人。